# Церква Святого Духа в Рогатині (срібна монета)
«Це́рква Свято́го Ду́ха в Рогатині́» — пам'ятна срібна монета номіналом 10 гривень, випущена Національним банком України, присвячена визначному зразку давніх типів українських дерев'яних храмів — Церкві Святого Духа в Рогатині (1598 рік).
Монету введено в обіг 29 вересня 2009 року. Вона належить до серії «Пам'ятки архітектури України».

## Опис монети та характеристики
| Номінал грн. | Метал            | Маса, г      | Діаметр, мм | Якість виготовлення | Гурт                           | Тираж, штук |
| ------------ | ---------------- | ------------ | ----------- | ------------------- | ------------------------------ | ----------- |
| 10           | срібло 925 проби | 31,1 / 33,62 | 38,6        | пруф                | гладкий із заглибленим написом | 10 000      |

### Аверс
На аверсі монети розміщено: малий Державний Герб України, напис півколом «НАЦІОНАЛЬНИЙ БАНК УКРАЇНИ» (угорі), стилізоване зображення храмової ікони XVI ст. «Зішестя Святого Духа на апостолів», праворуч і ліворуч від якої — свічники, унизу — рік карбування монети «2009» і номінал монети — «ДЕСЯТЬ ГРИВЕНЬ» (півколом).

### Реверс

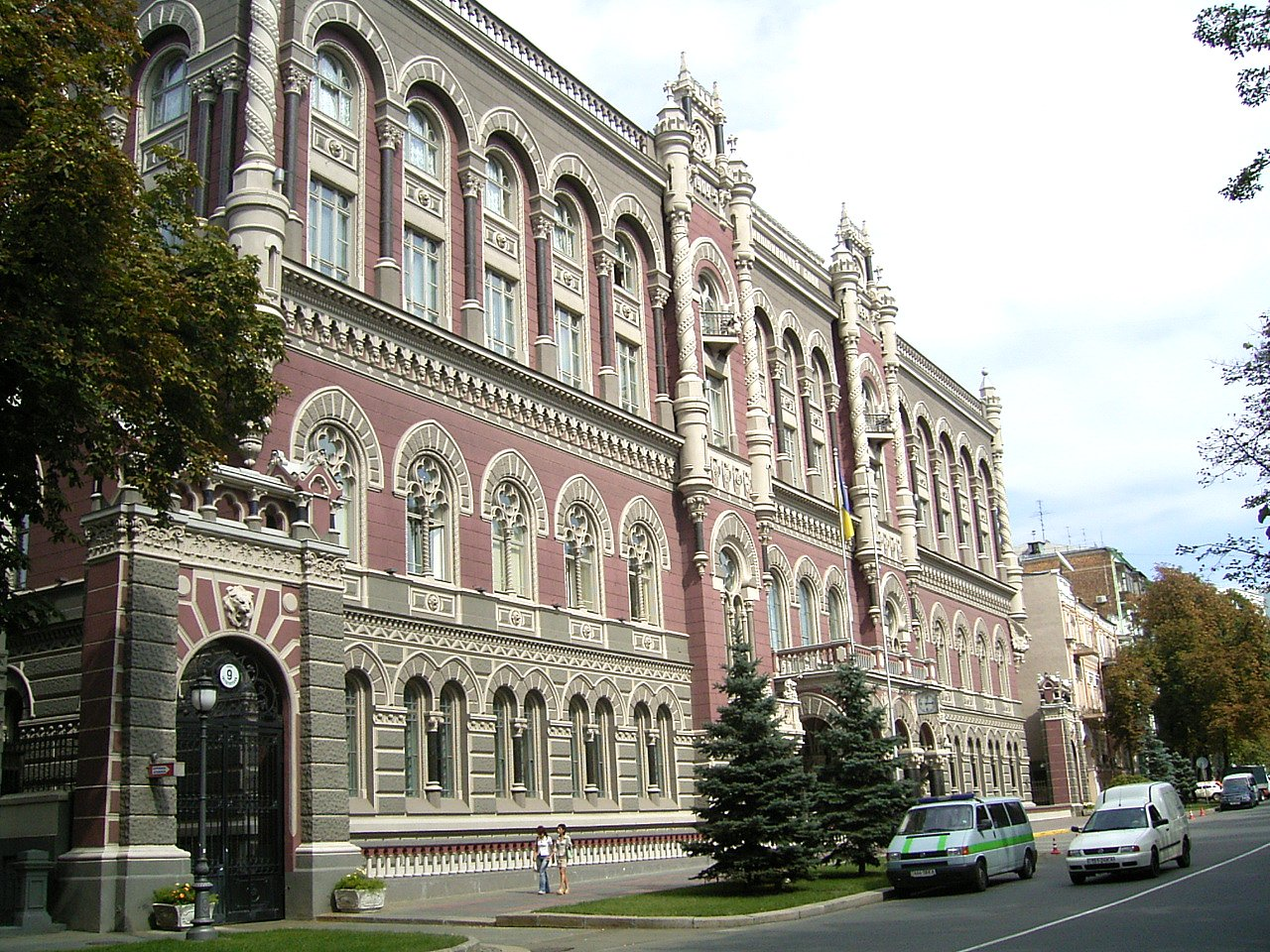
Будівля Національного банку України

На реверсі монети зображено церкву та розміщено написи: «ЦЕРКВА»/«СВЯТОГО»/«ДУХА»/«XVI»/ «ст.» (угорі), «РОГАТИН» (унизу півколом).

## Автори
- Художник — Дем'яненко Володимир.
- Скульптор — Дем'яненко Володимир.

## Вартість монети
Ціна монети — 618 гривень була вказана на сайті Національного банку України в 2014 році.
Фактична приблизна вартість монети з роками змінювалася так:
| Рік        | 2010 | 2011 | 2012 | 2013 | 2014 | 2015 | 2016 | 2017 | 2018 | 2019 | 2020 | 2021  | 2022  | 2023  | 2024  | 2025  |
| ---------- | ---- | ---- | ---- | ---- | ---- | ---- | ---- | ---- | ---- | ---- | ---- | ----- | ----- | ----- | ----- | ----- |
| Ціна, грн. | 370  | 450  | 550  | 600  | 450  | 720  | 700  | 980  | 780  | 750  | 730  | 1 000 | 1 180 | 1 700 | 2 400 | 2 500 |